# Казі Муссаррат Гуссейн
Казі Муссаррат Гуссейн (16 березня 1935 — 26 серпня 2021) — пакистанський хокеїст на траві.
Учасник Олімпійських Ігор 1956 року.